# Bredevoorts Belang
Bredevoorts Belang is een belangenvereniging in Bredevoort. De vereniging werd in 1877 opgericht naar aanleiding van de wens om Bredevoort aansluiting te geven op de Spoorlijn Winterswijk - Zevenaar. De vereniging heeft als doel het welzijn en de welvaart van Bredevoort te bevorderen.

## Achtergrond
Door de inzet van het Bredevoorts Belang zijn veel projecten ontstaan zoals onder andere Volksfeest van Bredevoort, de bouw van het mortuarium, Bredevoort Boekenstad, het krantje Bredevoorts Nieuws, en een officiële website voor Bredevoort. Ook werden diverse huizen gerestaureerd, waarvan enkele nog steeds in bezit van de vereniging zijn. De tuin van het Sint-Bernardus werd aangekocht, en alles op dat terrein wordt door de vereniging onderhouden. Bij haar 125-jarig bestaan werd de Ambtshof aangekocht.